# Eilsleben
Eilsleben ist eine Gemeinde im Landkreis Börde in Sachsen-Anhalt. Sie ist Sitz der Verbandsgemeinde Obere Aller.

## Geografie
Die Gemeinde Eilsleben liegt im Tal der Oberen Aller am Allerbruch, zirka 30 km westlich von Magdeburg.

### Gemeindegliederung
Ortsteile der Gemeinde Eilsleben:
| - Drackenstedt - Druxberge - Eilsleben | - Gehringsdorf - Ovelgünne - Wormsdorf |

## Geschichte
Erstmals erwähnt wurde dieser Ort im Jahre 1145. Jungsteinzeitliche Funde (Linearbandkeramische Kultur) in der Gemarkung Eilsleben weisen auf eine Besiedlung schon vor weit über 5000 Jahren hin. Das Vorhandensein einer Burg (Beverburg/Bärburg) wird urkundlich erst 1206 im Zusammenhang mit ihrer Zerstörung belegt. Bis 1480 gab es die zwei Orte Westereilsleben und Ostereilsleben, von denen letzterer aufgegeben wurde. Zum Ende des Mittelalters hatte Eilsleben das Ansehen einer Stadt, weil der Ort teilweise von einer Mauer umschlossen war, die zwei Tore aufwies, sowie ein Rathaus, eine Ratswaage und das Recht des Bierbrauens besaß.

### Eingemeindungen
Wormsdorf gehört seit dem 1. Januar 2010 zu Eilsleben. Am 1. September 2010 wurden die bis dahin selbstständigen Gemeinden Drackenstedt, Druxberge und Ovelgünne per Gesetz nach Eilsleben eingemeindet.

### Bevölkerungsentwicklung
| \| Jahr \| 2003 \| 2005 \| 2007 \| 2009 \| 2011 \| 2013 \| 2015 \| 2017 \| 2019 \| \| ---------- \| ----- \| ----- \| ----- \| ----- \| ----- \| ----- \| ----- \| ----- \| ----- \| \| Einwohner1 \| 2.290 \| 2.273 \| 2.190 \| 2.170 \| 3.862 \| 3.850 \| 3.848 \| 3.837 \| 3.783 \| 1 Quellen: Statistisches Landesamt Sachsen-Anhalt, ab 2007 abrufbar über: Statistische Bibliothek der Statistischen Ämter des Bundes und der Länder |       |       |       |       |       |       |       |       |       |
| Jahr | 2003  | 2005  | 2007  | 2009  | 2011  | 2013  | 2015  | 2017  | 2019  |
| Einwohner1 | 2.290 | 2.273 | 2.190 | 2.170 | 3.862 | 3.850 | 3.848 | 3.837 | 3.783 |

## Politik

### Gemeinderat
Die Wahl zum Gemeinderat am 26. Mai 2019 führte zu folgendem Ergebnis für seine Zusammensetzung:
| Partei / Liste          | Stimmenanteil | Sitze |
| CDU                     | 37,2 %        | 6     |
| AfD                     | 10,1 %        | 2     |
| Die Linke               | 13,4 %        | 2     |
| SPD                     | 11,6 %        | 2     |
| Grüne                   | 4,1 %         | 1     |
| Wählergruppen           | 15,4 %        | 2     |
| Einzelbewerber          | 8,1 %         | 1     |
| Wahlbeteiligung: 49,5 % |               |       |

### Wappen
Das Wappen wurde am 10. Oktober 1991 durch das Regierungspräsidium Magdeburg genehmigt.
Das Wappen derer von Eilsleben als altes Familienwappen ist den meisten Bürgern nicht bekannt, wurde aber schon im Orden des Karnevals verwendet. Das Brau-Wappen, als Zunft-Wappen eines Gastwirtes mit Braurecht ist bekannt, weil es schon vom Dorfclub, der Freiwilligen Feuerwehr und dem Karnevalsverein verwendet wurde. Beide Wappen fanden keine Mehrheit im Gemeinderat. Das nun akzeptierte Wappen ist ein Kompromiss aus beiden vorhandenen Varianten. Die beiden Symbole der alten Wappen wurden in zeitlicher Reihenfolge in die Felder eingeordnet. Das Gemeinsame ist die rot – silberne (weiße) Tinktur. Als Zeichen, dass das Wappen erst in der heutigen Zeit entstanden ist, wurde die Spaltung aus der Mitte gerückt gewählt. Der Buchstabe „E“ wurde als drittes Symbol, das typisch für diesen Landstrich ist, als redendes Element für Eilsleben eingesetzt.

Flagge von Eilsleben

### Flagge
Die Flagge ist horizontal in gleich breite Streifen von Rot (oben) und Weiß (Silber, unten) geteilt. Das Wappen ist mittig aufgelegt.

## Kultur und Sehenswürdigkeiten
Die geschützten Kulturdenkmale der Gemeinde sind im örtlichen Denkmalverzeichnis aufgeführt.
- „Seehäuser Stadttor“
- alter Wasserturm Eilsleben
- „Langer Stein“ (Menhir von Eilsleben)

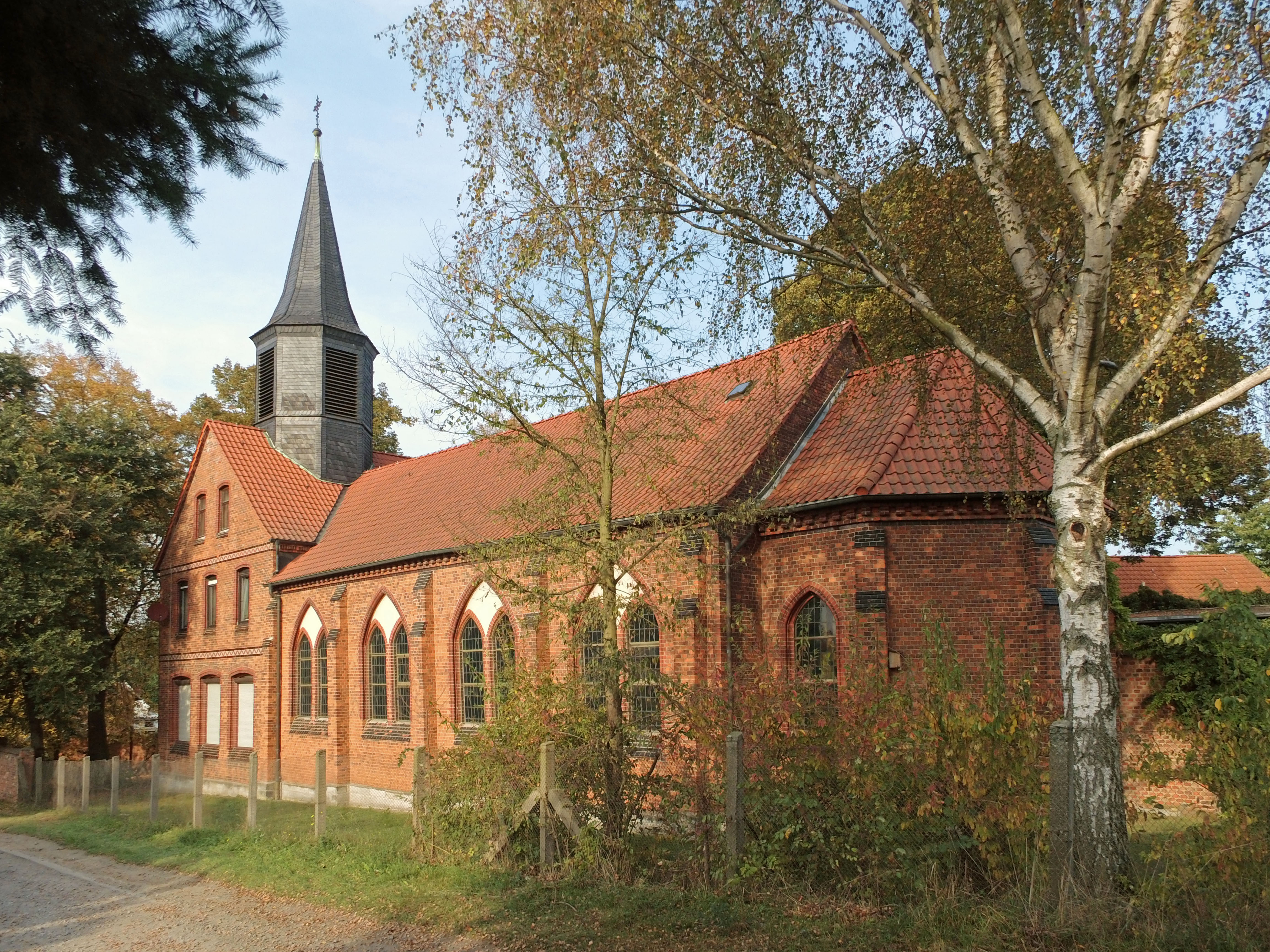
Herz-Jesu-Kirche

### Kirchen
Die evangelische Kirche „St. Lorenz“ befindet sich in der Ortsmitte, ihre Kirchengemeinde gehört zum Kirchenkreis Egeln. Das heutige Kirchenschiff wurde von 1856 bis 1858 erbaut, der Turm stammt aus früherer Zeit.
Die katholische Herz-Jesu-Kirche befindet sich an der Ummendorfer Straße. Sie wurde 1896/97 im Baustil der Neogotik erbaut und gehört heute zur Pfarrei St. Marien mit Sitz in Oschersleben.

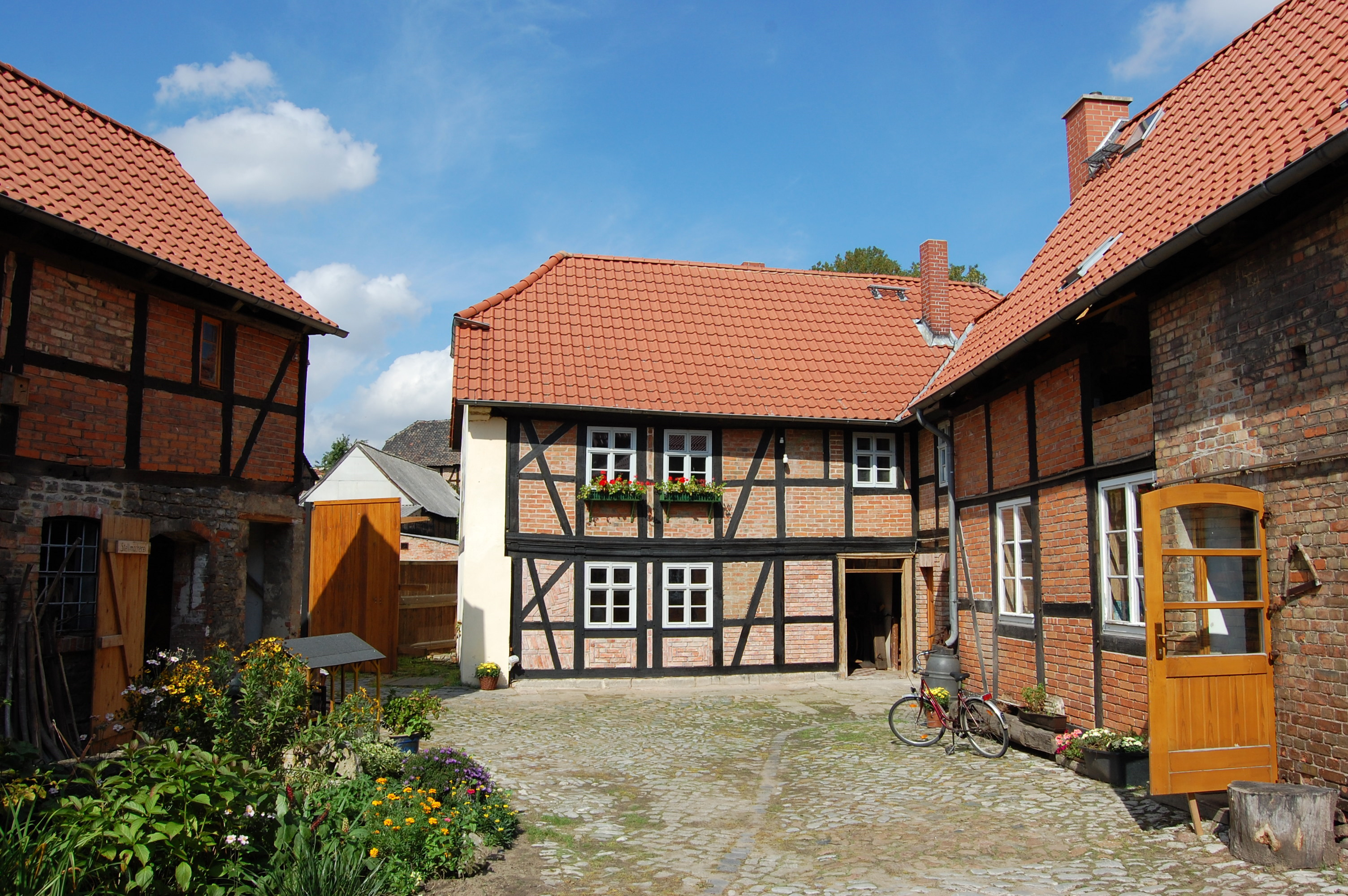
Hof des Tischlereimuseums

### Museen
Das Tischlereimuseum Rüdiger Timme widmet sich der Geschichte des Tischlerhandwerks und der Holzverarbeitung. Es ist seit den 1990er Jahren der Öffentlichkeit zugänglich und befindet sich in einem alten Bauernhof an der Ostendstraße.

## Verkehr
Eilsleben liegt an der Bahnstrecke Braunschweig–Magdeburg der Deutschen Bahn und an der Bundesstraße 245.
Die Bahnstrecke Blumenberg–Eilsleben wird seit 2002 im Personenverkehr nicht mehr bedient, auch der Güterverkehr ruht seit der Zeit.
Von der Bundesautobahn 2 kommt man über die Anschlussstelle Eilsleben zur Gemeinde.

## Persönlichkeiten
- Sabine Bode (* 1947), Journalistin
- Carla Bodendorf (* 1953), Leichtathletin